# Бяленґі (Великопольське воєводство)
Бяленґі (пол. Białęgi) — село в Польщі, у гміні Мурована Ґосліна Познанського повіту Великопольського воєводства.
Населення — 76 осіб (2011).
У 1975-1998 роках село належало до Познанського воєводства.

## Демографія
Демографічна структура станом на 31 березня 2011 року:
|          | Загалом | Допрацездатний вік | Працездатний вік | Постпрацездатний вік |
| -------- | ------- | ------------------ | ---------------- | -------------------- |
| Чоловіки | 42      | 12                 | 26               | 4                    |
| Жінки    | 34      | 7                  | 19               | 8                    |
| Разом    | 76      | 19                 | 45               | 12                   |